# Église Saint-Benoît de Feuges
L'église Saint-Benoît est une église située à Feuges, dans le département de l'Aube en France.

## Description
Ancienne paroisse du Grand doyenné de Troyes, elle l'église fut à la présentation du prieur de Fleury ou de l'abbaye de Saint-Benoît-sur-Loire mais à la collation de l'évêque. 
L'édifice est inscrit au titre des monuments historiques en 1972.
L’église Saint-Benoit date de la première moitié  XIIe siècle. C’est l’une des plus anciennes églises romanes de l’Aube. 
Elle a été restaurée au XVIe et comporte une verrière du XVIe siècle classée monument historique et représentant l’adoration des bergers.
La chapelle latérale a été ajoutée au XVIe siècle.
L'église a une nef rectangulaire, le sanctuaire et le chœur sont inscrits dans un autre rectangle plus étroit. Son chevet, comprenant le cœur et l’abside, est plat et non arrondit, témoignant de l’influence rurale des constructions sacrées en campagne au XIIe siècle.  Le chevet rectangulaire, voûté en berceau, est éclairé à l’Est par un triplé en plein cintre. Ue corniche ornée de billettes se prolonge dans la travée carrée qui précède la nef. Le doubleau séparant le chœur de l’avant-chœur retombe sur des chapiteaux à feuillage romans. La voûte d’arête et certaines modifications de cette partie de l’édifice sont postérieures, probablement contemporain de la chapelle construite au XVIe siècle sur le flanc sud-est. La nef unique est simplement couverte d’un plafond en plâtre. Le mur sud a conservé ses ouvertures primitives en plein cintre ; celles du nord ont été refait à l’époque moderne. A l’ouest, le porche roman est percé d’un dispositif particulier de meurtrières. 

## Mobilier

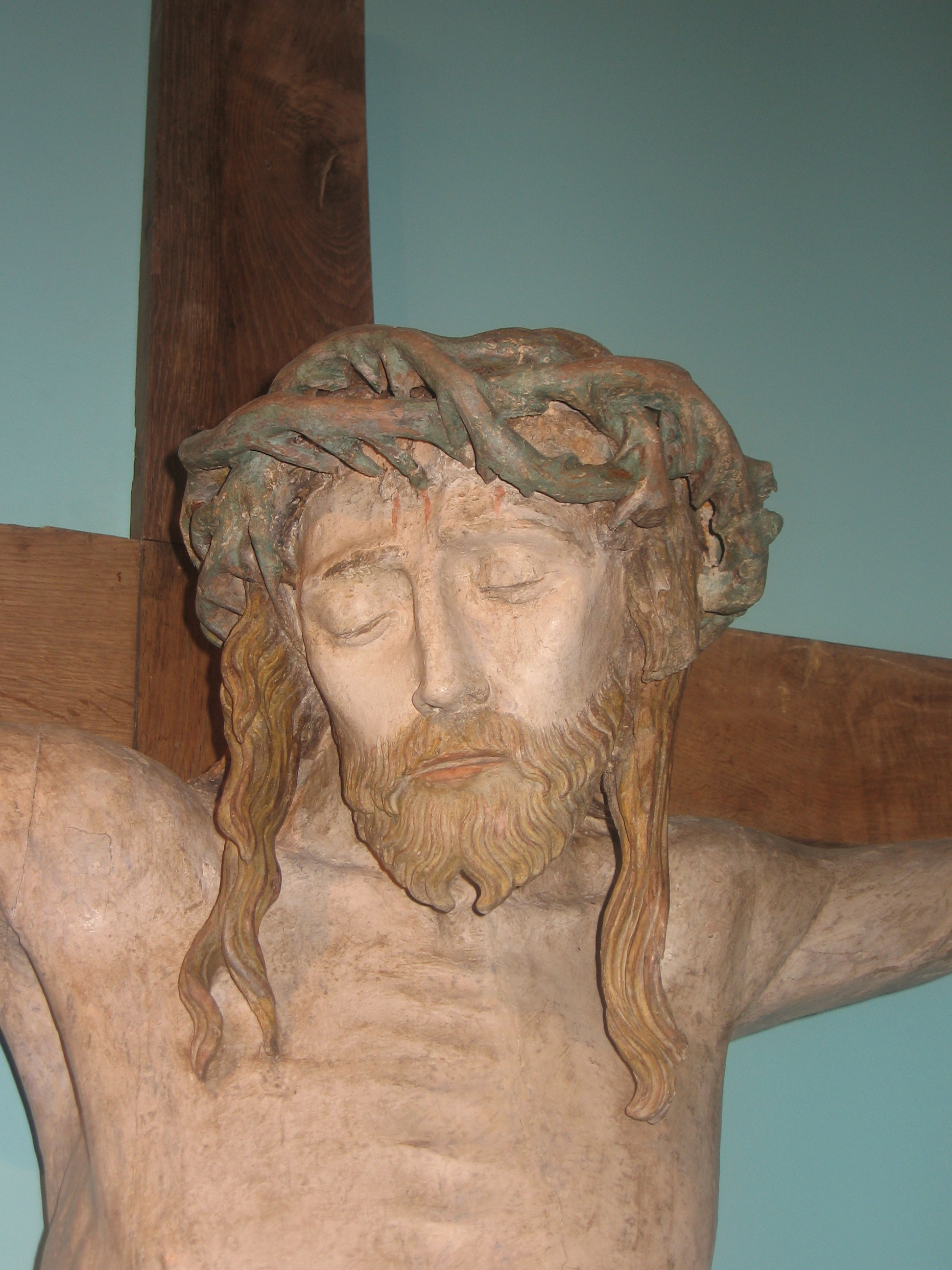
La tête du Christ.

### Christ en croix
Parmi son mobilier, le Christ en Croix de l'église en bois polychrome, classé Monument Historique le 20 décembre 1911 attribué au Maître de Chaource; il était exposé lors de Le Beau XVIe Siècle qui se déroulant en l'église Saint-Jean-du-Marché de Troyes. Le personnage du Christ révèle un très beau travail de taille en relief sur la couronne, les épines, les cheveux et la barbe aux fins sillons. Les blessures et les lignes des veines sont sculptées en relief. Le Christ paraît très amaigri, on peut voir figurés ses côtes, ses clavicules très marquées, ainsi que ses genoux et ses coudes anguleux. Sa barbe et ses cheveux ondulés, finement exécutés, encadrent son visage qui adopte une expression grave, la tête penchée vers le bas. Il est vêtu d'un perizonium rouge et vert qui offre un beau jeu d'ombres et de lumière. La croix n'est pas contemporaine du Christ.
Mr Bouteiller du Rétail signale cette sculpture « comme une œuvre exceptionnelle, exécutée par un grand maître, qui ne peut pas être rattachée aux écoles de sculpture locales car elle les dépasse ».  La polychromie, moderne, a été exécutée avec soin par un menuisier de village au point que l'on pourrait croire qu'elle est ancienne.

### Autre mobilier
Une Marie à l'Enfant, statue en chêne, une autre en bois polychrome, une troisième qui est la plus ancienne car daté du XIVe siècle en calcaire polychrome. Des fonts baptismaux dont la cuve en calcaire est octogonale, entourés de pavements décorés d'écritures comme "vive le roi".

## Un commentaire historique
Augustin Cochin, à qui il fut donné de visiter le pays de Feuges vers 1910, fit à propos de la statue du Christ le commentaire suivant dans une lettre à son père Denys Cochin :

« Michel-Ange n’est qu’un gros hanneton près des gens qui faisaient la Madeleine de Chaource, la saint Madeleine de Troyes, le Christ de Saint-Nizier, le Christ de Feuges surtout ; des gens aussi forts que lui, et tellement mieux appris, maîtres de leurs moyens, dominant leur science au point de faire oublier, au lieu de vous la jeter à la figure comme un parvenu ses écus. Mais voilà, ils avaient la foi, et les grandes idées qui donnent un emploi à ces moyens-là, dont les Italiens n'avaient que l’usage. Je me suis levé à quatre heures dimanche pour aller voir le Christ de Feuges, par le tortillard d’Arcy, et encore une heure et demie à pied dans les chemins de terre, à travers les friches de craie et de petits pins noirs : un pays désolé et superbe. C’est là, au milieu d’un méchant hameau délabré, dans une vieille petite église abandonnée, qu’on trouve un chef-d’œuvre qui saisit autant que le saint. François de Florence — bien mieux qu’une « œuvre d’art » — un Christ de grandeur naturelle, peint du temps et de la façon de notre saint Mammès : une vraie apparition. Il n’y a plus de messe à Feuges, parce qu’il n’y a plus de curés dans ce pays-ci, ni de chrétiens. Mais je suis sûr que les gens des musées s’écartent d’instinct quand ils voient cette figure, et reprennent leur auto sans mot dire : ce n’est pas là un article pour eux, et le fait est qu’il reste là tout seul, avec les chauves-souris, dans son église qui croule. C’est encore mieux ainsi. »

### Liens
- Ressources relatives à la religion :   - Clochers de France
  - Observatoire du patrimoine religieux
- Ressource relative à l'architecture :   - Mérimée
- Liste des monuments historiques de l'Aube